# اچ‌ام‌اس برویک (۱۶۷۹)
اچ‌ام‌اس برویک (۱۶۷۹) (به انگلیسی: HMS Berwick (1679)) یک کشتی بود که طول آن ۱۵۰ فوت ۱۰ اینچ (۴۶٫۰ متر) بود.